# Hiroki Kondo
Hiroki Kondo (nacido el 5 de noviembre de 1982) es un tenista profesional japonés. Nació en la ciudad de Aichi.

## Carrera
Su mejor ranking individual es el N.º 275 alcanzado el 4 de noviembre de 2013, mientras que en dobles logró la posición 179 el 12 de abril de 2010.
Hasta el momento ha obtenido 3 títulos de la categoría ATP Challenger Series, siendo todos en la modalidad de dobles. También ha ganado varios títulos futures tanto en individuales como en dobles.

### Copa Davis
Desde el año 2011 es participante del Equipo de Copa Davis de Japón. Tiene en esta competición un récord total de partidos ganados/perdidos de 0/1 (0/0 en individuales y 0/1 en dobles).

## Títulos; 3 (0 + 3)
| Leyenda                     | Individuales | Dobles |
| --------------------------- | ------------ | ------ |
| Grand Slam                  | 0            | 0      |
| ATP World Tour Finals       | 0            | 0      |
| ATP World Tour Masters 1000 | 0            | 0      |
| ATP World Tour 500 Series   | 0            | 0      |
| ATP World Tour 250 Series   | 0            | 0      |
| ATP Challenger Series       | 0            | 3      |

### Dobles
| No. | Fecha      | Torneo                 | Superficie | Pareja      | Rivales en la final               | Resultado           |
| --- | ---------- | ---------------------- | ---------- | ----------- | --------------------------------- | ------------------- |
| 1.  | 19.11.2007 | Challenger de Yokohama | Dura       | Go Soeda    | Satoshi Iwabuchi Toshihide Matsui | 6–7(5), 6–3, [11–9] |
| 2.  | 14.07.2008 | Challenger de Moncton  | Dura       | Go Soeda    | Daniel Chu Adil Shamasdin         | 6–2, 2–6, [12–10]   |
| 3.  | 26.11.2011 | Challenger de Toyota   | Carpeta    | Yi Chu-huan | Gao Peng Gao Wan                  | 6–4, 6–1            |